# Global66
Global66 es una fintech de origen latinoamericano fundada el 18 de diciembre de 2018 en Chile por Tomás Bercovich y Cristóbal Forno, que ofrece una cuenta global con servicios financieros a latinoamericanos en cuanto a conversión de divisas, transferencias internacionales de dinero a cuenta bancaria, enlaces de pago y tarjetas prepago Mastercard disponible en Colombia, Chile y Perú.
En la actualidad, tiene operación en 7 países (Chile, Colombia, Perú, México, Argentina, Ecuador y Estados Unidos) y soporta envíos monetarios hacía más de 80 países. La plataforma también tiene un segmento de servicios financieros para empresas.
Durante el año 2021, Global66 transfirió más de mil millones de dólares en volumen, y desde su creación ha registrado más de 700 mil usuarios. La empresa ha obtenido inversiones por un total de más de 20 millones de dólares provenientes de Ángeles, Family Offices y sociedades de capital riesgo de América Latina, Estados Unidos y el Reino Unido.

## Historia
Global66 es una fintech chilena fundada el 18 de diciembre de 2018 por Tomás Bercovich y Cristóbal Forno. Bercovich y Forno se conocieron como socios y amigos en Columbia Business School en 2012. En 2017, después de un viaje a Londres donde Forno presenció el impacto de la tecnología en la vida financiera de las personas en Europa, invitó a Bercovich a unirse a él como socio en la construcción de un mercado financiero para América Latina, con el interés de crear un banco digital global en la región. Se mudaron a Londres con sus familias para estudiar la industria en profundidad.
Durante este tiempo, intentaron asociarse con importantes empresas de fintech en Europa, pero muchos las rechazaron. Con un equipo pequeño, comenzaron su primer proyecto, transferenciaperu.com, un servicio de transferencia de dinero con un solo corredor de Chile a Perú.
Eventualmente el proyecto creció y por consiguiente, incrementó su equipo para construir la infraestructura en Latam. Finalmente, para finales de 2018, consiguieron abrir más rutas y lanzaron Global66.com. En 2021, cerraron su serie A y recaudaron allí 12 millones de dólares en una ronda liderada por Quona Capital. Magma Partners, Venrex Investment Management y Clocktower Ventures. 

## Servicios
Entre estos servicios financieros ofrecidos por la empresa Global66 se incluyen las transferencias de dinero internacionales, la recarga de teléfonos móviles en el extranjero, la compra directa de tarjetas SIM internacionales y también la posibilidad de realizar pagos en línea en distintas monedas en infinidad de comercios de internet. 